# Дорогино (Новосибірська область)
Дорогино (рос. Дорогино) — робітниче селище у Черепановському районі Новосибірської області Російської Федерації.
Входить до складу муніципального утворення міське поселення робітниче селище Дорогино. Населення становить 3834 особи (2017).

## Історія
Згідно із законом від 2 червня 2004 року органом місцевого самоврядування є міське поселення робітниче селище Дорогино.

## Населення
| 1970  | 1979  | 1989  | 2002  | 2007  | 2009  | 2010  |
| ----- | ----- | ----- | ----- | ----- | ----- | ----- |
| 2725  | ↗3488 | ↗4132 | ↘3811 | ↗4255 | ↘4120 | ↘3829 |
| 2012  | 2013  | 2014  | 2015  | 2016  | 2017  |       |
| ↗3852 | ↘3838 | ↘3817 | ↗3833 | ↗3876 | ↘3834 |       |